# Il sole esiste per tutti
Il sole esiste per tutti è un singolo del cantautore italiano Tiziano Ferro, pubblicato l'11 settembre 2009 come quarto estratto dal quarto album in studio Alla mia età. Il brano si è piazzato al 2º posto dei più trasmessi in radio.

## Descrizione
La canzone viene tradotta in lingua spagnola con il titolo El sol existe para todos.
Nonostante il successo in radio, non vende come gli altri singoli del cantautore, raggiungendo soltanto il 14º posto.

## Video musicale
Il video del brano, diretto dal regista Cristian Biondani, è ripreso durante le due tappe dell'Alla mia età Tour 2009/10 che si sono tenute a Roma allo Stadio Olimpico il 24 e il 25 giugno 2009.
Il video inizia con Tiziano Ferro che passeggia tra i corridoi dello Stadio Olimpico con delle cuffiette e si reca verso il palco per dare inizio allo spettacolo.

## Tracce
Download digitale
1. Il sole esiste per tutti
2. El sol existe para todos

## Classifiche
| Classifica (2009) | Posizione massima |
| ----------------- | ----------------- |
| Italia            | 13                |